# Cowboy Bebop (videogioco)
Cowboy Bebop (カウボーイビバップ?, Kaubōi Bibappu) è un videogioco per PlayStation sviluppato e pubblicato dalla Bandai e basato sull'omonima serie anime. Il gioco non è mai stato pubblicato al di fuori del Giappone.

## Modalità di gioco
Cowboy Bebop è uno sparatutto a scorrimento che condivide alcune similitudini con il videogioco per Super Nintendo Star Fox. Il giocatore, nei panni di Spike Spiegel, controlla l'astronave Swordfish II, con una prospettiva in terza persona. In ogni livello bisognerà catturare un'altra astronave, inseguendola lungo vari percorsi in cui è possibile imbattersi in attacchi nemici (altre astronavi, robot ecc.) Ogni livello termina con il confronto finale con il boss di fine livello.
Fra un livello e l'altro, i punti bonus raccolti possono essere spesi per acquistare aggiornamenti per l'astronave e nuovi armamenti.

## Cast
Nello stesso modo in cui i personaggi interagiscono con il giocatore in Star Fox, i personaggi della serie Jet Black, Faye Valentine, e Radical Edward appaiono sullo schermo per offrire consigli al giocatore. Ogni personaggio è doppiato dal suo doppiatore originale. Yōko Kanno, che aveva composto la colonna sonora del gioco, ha lavorato anche sulle musiche di sottofondo di questo gioco.